# Headhunterz
Headhunterz (* 1985 Veenendaal), vlastním jménem Willem Rebergen je nizozemský DJ a producent, jenž se z velké části zabývá především hudebním stylem zvaným hardstyle, tvořil ale také ve stylech jako je electro house nebo future bass. V roce 2012 dosáhl 11. pozice v řebříčku DJ Mag Top 100. Mezi jeho největší počiny patří hlavně písně Won't Stop Rocking (s R3hab), Dharma (s KSHMR), Dragonborn nebo Live Your Life (s Crystal Lake).
V roce 2023 udělal rozhodnutí, že už nebude vystupovat veřejně na festivalech a že raději se bude věnovat hudbě bez zbytečného rozptylování. úspěšně uzavřel festival Defqon.1 jeho písní Lost Without You na které pracoval společně s jeho přítelem Vertilem a zpěvačkou Sian Evans. Poslední festival na kterém účinkoval byl 23. prosince v Tilburgu.
V roce 2024 vyhrál v anketě I Am Hardstyle 1. místo za jeho píseň Live Forever.

## Diskografie

### Alba
- 2008 Headhunterz & Wildstylez present: Project One
- 2010 Studio Sessions
- 2012 Sacrifice
- 2018 The Return of Headhunterz